# Thomas Blomqvist
Thomas Jörn Ingmar Blomqvist, född 15 januari 1965 i Ekenäs är en finlandssvensk politiker och jordbrukare. Han var minister för nordiskt samarbete och jämställdhet 2019–2023. Blomqvist blev invald i Finlands riksdag år 2007, omvaldes 2011, 2015 och 2019. 2018–2019 fungerade han som ordförande för Svenska riksdagsgruppen. Han var andra vice ordförande för Svenska riksdagsgruppen 2011–2015. Han var också ordförande för riksdagens framtidsutskott 2015 till 2019.  
1993 blev Blomqvist invald i Ekenäs stadsfullmäktige och 2005–2009 var han Ekenäs stadsfullmäktiges ordförande. Från 2009 till 2019 har han varit fullmäktigeordförande i Raseborg. Blomqvist är gift och har tre barn.
Den 24 juni 2020 var Blomqvist sommarpratare i Yle Radio Vega.

## Utmärkelser
- Förtjänsttecknet av Finlands Lejons orden,  6 december 2005[5]
- Riddartecknet av I klass av Finlands Lejons orden,  6 december 2015[5]
- Storkorset av isländska falkorden,  20 oktober 2022[6]
- Kommendörstecknet av Finlands Vita Ros’ orden,  6 december 2022[7]

[Redigera Wikidata]